# Bycza Góra (Wyżyna Olkuska)
Bycza Góra – wzgórze o wysokości 369 m n.p.m. na Wyżynie Olkuskiej. Znajduje się na terenie Dłubniańskiego Parku Krajobrazowego w województwie małopolskim. Wraz z pobliskim jarem Diabli Dół jeden z punktów wycieczek turystycznych na terenie gminy Skała.